# Jan Olsson (fotbollsspelare född 1942)
Jan "Lill-Janne" Olsson, född 30 mars 1942 i Halmstad, är en svensk före detta landslagsspelare i fotboll.
Jan Olsson spelade mestadels med Åtvidabergs FF i Allsvenskan under 1960- och 70-talen. Han var med och blev svensk mästare både 1972 och 1973.
Totalt spelade Olsson 17 landskamper för Sverige och var med i truppen till VM i Västtyskland 1974. Han blev där ihågkommen för att under gruppspelsmatchen mot Nederländerna ha blivit bortdribblad av Johan Cruyff.
Ska inte blandas samman med landslagskollegan och namnen Jan Olsson.

## Meriter
- 17 A-landskamper
- SM-guld i fotboll 1972 och 1973

## Klubbar
- Halmstads BK
- Åtvidabergs FF